# Cucamba psolidiformis
Cucamba psolidiformis is een zeekomkommer uit de familie Cucumariidae.
De wetenschappelijke naam van de soort werd in 1908 gepubliceerd door Clément Vaney.